# Oleksandr Gavrylyuk

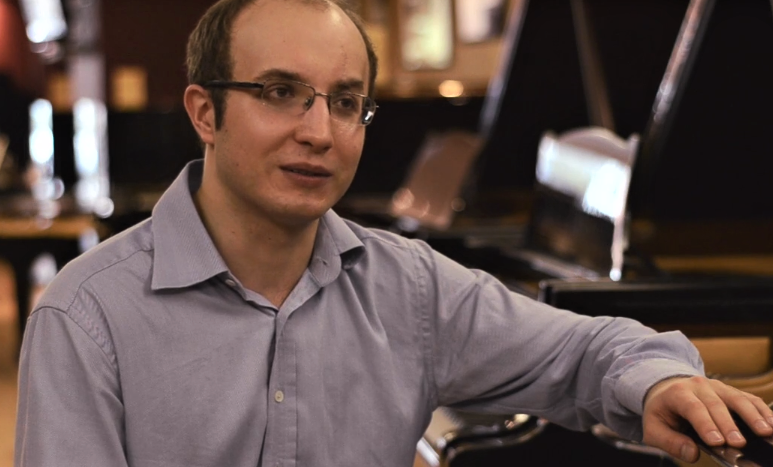
Oleksandr Hawryljuk (2013)

Oleksandr Mykolajowytsch Hawryljuk (ukrainisch Олександр Миколайович Гаврилю́к, international Alexander Gavrylyuk; * 19. August 1984 in Charkiw, Ukrainische SSR, Sowjetunion) ist ein ukrainisch-australischer Pianist.

## Ausbildung und Klavierwettbewerbe
Hawryljuk stammt aus einer musikalischen Familie, beide Eltern spielen Akkordeon. Seine Schulbildung erhielt er an der Spezialschule für Musik in Charkiw, hier begann er mit sieben Jahren mit dem Klavierspiel und sang in einem Chor. Als er erstmals Bilder einer Ausstellung von Modest Mussorgski hörte, stand sein Berufswunsch Pianist fest. Mit 12 Jahren nahm er am Internationalen Jugend-Klavierwettbewerb Vladimir Horowitz in Kiew teil und wurde Zweiter. Mit 13 Jahren folgte Hawryljuk seinem Klavierlehrer Viktor Makarow nach Sydney, Australien, besuchte dort zuerst die Highschool und studierte anschließend am Australian Institute of Music Klavier. 1999 errang er beim Internationalen Jugend-Klavierwettbewerb Vladimir Horowitz und 2000 beim Internationalen Klavierwettbewerb in Hamamatsu, Japan, erste Plätze – Ausgangspunkt für Konzertengagements auf großen Bühnen. Der Pianist zog sich 17-jährig bei einem Autounfall eine schwere Kopfverletzung zu, erholte sich binnen einen Monats und stand nach drei Monaten wieder auf der Bühne. Seit 2003 gehört Hawryljuk zum Kreis der Steinway-Künstler und 2005, mit 21 Jahren, gewann er die Goldmedaille beim Arthur Rubinstein International Piano Master Competition in Tel Aviv-Jaffa.

## Karriere

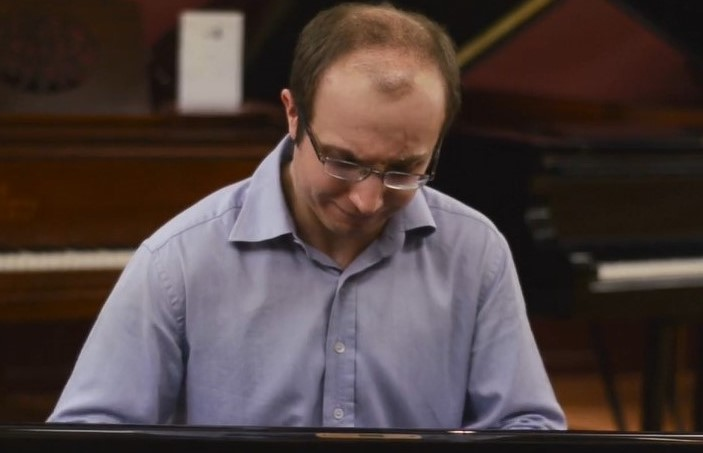
Oleksandr Hawryljuk (2013)

Der Gewinn der Klavierwettbewerbe öffnete Hawryljuk die Tore zu den Konzertbühnen der Welt. Er gastierte im Wiener Musikverein, der Tonhalle Zürich, der Victoria Hall in Genf, der Wigmore Hall in London, der Suntory Hall in Tokio, dem Großen Saal des Moskauer Konservatoriums, dem Melbourne Recital Centre, der Kölner Philharmonie und war Gast bei den Meisterpianist-Konzertserien des Southbank Center und des Concertgebouw in Amsterdam. Hawryljuk konzertierte beim Hollywood Bowl, dem Bravo! Colorado Music Festival in Vail, dem Mostly Mozart Festival im Lincoln Center in New York City, dem Klavier-Festival Ruhr, dem Kissinger Sommer und dem Gergiev-Festival in Rotterdam. Er trat mit dem Chicago Symphony Orchestra, den New Yorker Philharmonikern und Los Angeles Philharmonics, dem Concertgebouw-Orchester, dem Royal Scottish National Orchestra, dem City of Birmingham Symphony Orchestra, dem Philharmonia Orchestra London, dem Russischen Nationalorchester, den Wiener Symphonikern und den Stuttgarter Philharmonikern auf.
2007 wurde die Liveaufnahme Live In Recital vom Miami International Piano Festival 2005 und 2011 die Einspielung In Recital aus dem Amaturo Theater in Fort Lauderdale aus dem Jahr 2007 durch Via Music veröffentlicht. Der britische Musikkritiker Bryce Morrison verortete in letztgenannter Aufnahme Gavrylyuks Einspielung der 9 Études-Tableaux op. 39 von Sergei Rachmaninow unter den „True greats“ im Gramophone-Artikel „Rachmaninov's Etudes-tableaux, Op 39 – which recording should you buy?“. Morrison sah sich durch den Vortrag in seiner Pointiertheit und dem emotionalen Ausdruck an die Zeit der großen russischen Pianisten erinnert.
2009 nahm Gavrylyuk für das japanische Label Octavia Records/Triton die fünf Klavierkonzerte von Sergei Prokofjew mit dem Sydney Symphony Orchestra unter dem Dirigat von Wladimir Aschkenasi auf. 2011 folgten für Brilliant Classics/Piano Classics die Einspielung Rachmaninov: Moments Musicaux; Scriabin: Sonata No. 5; Prokofiev: Sonata No. 7, 2014 die Aufnahme Mussorgsky: Pictures at an Exhibition; Schumann: Kinderszenen und 2015 Brahms: Paganini Variations; Liszt: Mephisto Waltz; Tarantella; Danse Macabre; Isolde's Liebestod. Das Label Sacrambow veröffentlichte ebenfalls 2015 Gavrylyuks Aufnahmen Moonlight und Pianism aus den Jahren 2001 und 2003.
Hawryljuks breit angelegtes Repertoire fokussiert auf die Romantik, Schwerpunkt sind Werke russischer Komponisten. In der Saison 2013/14 trug er in einem Rachmaninow-Zyklus dessen Rhapsodie über ein Thema von Paganini und die vier Klavierkonzerte mit dem Orchestre de la Suisse Romande unter dem Dirigat von Neeme Järvi und dem Vancouver Symphony Orchestra unter Bramwell Tovey vor. 2017 debütierte er kammermusikalisch in der Carnegie Hall, New York City mit Janine Jansen und dem Cellisten Torleif Thedéen mit einem Rachmaninow, Schostakowitsch und Prokofjew gewidmeten Programm. Im August 2017 gab Hawryljuk sein Debüt mit dem 3. Klavierkonzert op. 30 in d-Moll von Rachmaninow bei den Proms in der Royal Albert Hall, London und dem BBC Scottish Symphony Orchestra unter Thomas Dausgaard. Die britische Musikkritikerin Anna Picard zeigte sich in The Times in einer Fünf-Sterne-Bewertung verblüfft von der „Leichtigkeit“ mit der Hawryljuk das anspruchsvolle Werk meisterte. „Die Tripletten und Triller waren keck und frisch, der Übergang vom Fröhlichen zur Traurigkeit, die Klarheit und Schlichtheit offenbarend“.
Hawryljuk lebt in den Niederlanden. Neben seiner Konzerttätigkeit engagiert er sich für die Kinderhilfsorganisation Opportunity Cambodia. Seit 2006 ist er künstlerischer Berater an der gemeinnützigen US-amerikanischen Bildungseinrichtung Chautauqua Institution, er unterstützt die Theme & Variations Foundation, die junge australische Pianisten fördert und gibt an Hochschulen Meisterkurse.

## Auszeichnungen (Auswahl)
- 1999: Erster Preis beim Internationalen Horowitz-Klavierwettbewerb in Kiew in der Altersgruppe von 14 bis 19 Jahren[10]
- 2000: Erster Preis beim Hamamatsu International Piano Competition in Japan[11]
- 2005: Erster Preis beim Arthur Rubinstein International Piano Masters Competition in Tel Aviv-Jaffa[12]

## Aufnahmen (Auswahl)
- Brahms: Paganini Variations; Liszt: Mephisto Waltz; Tarantella; Danse Macabre; Isolde's Liebestod. Johannes Brahms: Variationen über ein Thema von Paganini op. 35; Franz Liszt: Consolation Nr. 3 Des-dur, Mephisto-Walzer Nr. 1, Tarantella; Wagner/Liszt: Isoldes Liebestod, Saint-Saëns/Liszt/Horowitz: Totentanz. Piano Classics 14. August 2015, Aufnahme vom 8. und 9. Februar 2015 aus der Westvest Kirche, Schiedam, Niederlande.
- Pianism. Bach/Busoni: Chaconne aus der Partita BWV 1004; Frédéric Chopin: Scherzo Nr. 1 in h-Moll op. 20; Franz Liszt: Après une lecture du Dante, fantasia quasi sonata (Années de pèlerinage II, S. 161 Nr. 7); Sergei Prokofjew: Sonate Nr. 7 B-Dur op. 83; Saint-Saëns/Liszt:Totentanz Sacrambow 1. Juli 2015, Aufnahme vom 10. bis 12. Juni 2003 aus der Yokohama Minato Mirai Hall, Yokohama, Japan.
- Moonlight. Ludwig van Beethoven: Klaviersonate Nr. 14 op. 27 Nr. 2, Johannes Brahms: Variationen über ein Thema von Paganini op. 35; Joseph Haydn: Sonate in h-Moll Hob.XVI:32; Sergei Rachmaninow: Klaviersonate Nr. 2 b-moll op. 36. Sacrambow 1. Juli 2015, Aufnahme vom 18. bis 20. April 2001 aus dem Chichibu Muse Park, Saitama, Japan.
- Mussorgsky: Pictures at an Exhibition; Schumann: Kinderszenen. Modest Mussorgski: Bilder einer Ausstellung; Robert Schumann: Kinderszenen. Piano Classics 3. Februar 2014, Aufnahme vom 8. November 2013 aus der Westvest Kirche, Schiedam, Niederlande.
- Rachmaninov: Moments Musicaux; Scriabin: Sonata No. 5; Prokofiev: Sonata No. 7. Sergei Rachmaninow: Moments Musicaux op. 16; Alexander Skrjabin: 5. Klaviersonate op. 53, Klaviersonate op. 2/1; Sergei Prokofjew: Sonate Nr. 7 B-Dur op. 83. Rachmaninow/Kocsis: Vocalise op. 34 Nr. 14. Piano Classics 9. August 2011, Aufnahme vom 27. und 28. April 2011 aus der Westvest Kirche, Schiedam, Niederlande.
- Sergei Prokofiev: Piano Concertos Nos. 1, 2 & 4 „Left Hand“. Sergei Prokofjew: Klavierkonzert Nr. 1 in Des-dur op. 10, Klavierkonzert Nr. 2 in g-Moll op. 16 und Klavierkonzert Nr. 4 in B-Dur op. 53 mit dem Sydney Symphony Orchestra, Dirigat Wladimir Aschkenasi. Triton 8. März 2011, Aufnahme vom 5. bis 7. November 2009 aus dem Großen Konzertsaal des Sydney Opera House, Sydney, Australien.
- Prokofiev: Piano Concertos Nos. 3 & 5. Sergei Prokofjew: Klavierkonzert Nr. 3 in C-dur op. 26 und Klavierkonzert Nr. 5 in G-Dur op. 55 mit dem Sydney Symphony Orchestra, Dirigat Wladimir Aschkenasi. Triton 8. März 2011, Aufnahme vom 12. bis 14. November 2009 aus dem Großen Konzertsaal des Sydney Opera House, Sydney, Australien.
- Alexander Gavrylyuk In Recital. Bach/Busoni: Toccata und Fuge BWV 565; Wolfgang Amadeus Mozart: Klaviersonate D. 664/op. 120; Sergei Rachmaninow: 9 Études-Tableaux op. 39 und Präludium op. 32 Nr. 12; Moritz Moszkowski: Etüde op. 72 Nr. 11; Mili Balakirew: Islamej; Mozart/Volodos: Rondo alla Turca. Via Music 26. Oktober 2011, Liveaufnahme vom 8. Mai 2007 aus dem Amaturo Theater, Broward Center for the Performing Arts, Fort Lauderdale, Florida.
- Alexander Gavrylyuk: Live In Recital. Joseph Haydn: Sonate in h-Moll Hob.XVI:32; Johannes Brahms: Variationen über ein Thema von Paganini op. 35; Alexander Skrjabin: 5. Klaviersonate op. 53 und Etüde in dis-Moll op. 8 Nr. 12; Frédéric Chopin: Etüde in cis-Moll op. 25 Nr. 7; Mendelssohn Bartholdy/Liszt/Horowitz: Hochzeitsmarsch; Sergei Prokofjew: Sonate Nr. 7 B-Dur op. 83. Via Music 2. August 2007 Doppel-CD, Liveaufnahme vom 13. und 15. Mai 2005 vom Miami International Piano Festival.

## Filme (Auswahl)
- Alexander Gavrylyuk: Live in Recital. Konzertfilm (2005), Liveaufnahme, Miami International Piano Festival vom 13. und 15. Mai 2005, 105 Min., Produktion: Via Music. DVD-Veröffentlichung durch Via Music, (Inhaltsangabe von Via Music).
- Alexander Gavrylyuk: In Recital. Konzertfilm (2007), Liveaufnahme, Amaturo Theater, Broward Center for the Performing Arts, Fort Lauderdale, Florida vom 8. Mai 2007, 112 Min., Produktion: Via Music. DVD-Veröffentlichung durch Via Music, (Inhaltsangabe von Via Music).
- Alexander Gavrylyuk plays Chopin live at the Wawel Royal Castle. Konzertfilm (2010), Liveaufnahme der Klavierkonzerte Chopins mit dem Orkiestra Aukso unter dem Dirigat von Marka Mosia aus der Arkadenanlage der Burg Wawel, Polen Juli 2010, Produktion und DVD-Veröffentlichung durch Castello Grupa Twórcza und Zamek Królewski na Wawelu (Burg Wawel), (Inhaltsangabe von Dziennik Polski).